# Christian Grønborg
Christian Grønborg (Sorø, 29 de junho de 1962) é um velejador dinamarquês, campeão olímpico. Ele competiu nos Jogos Olímpicos de Verão de 1988 na classe Flying Dutchman e conquistou a medalha de ouro, ao lado de Jørgen Bojsen-Møller. No mesmo ano sagraram-se campeões mundiais juntos em Medemblik.